# モンキー・タイム
「モンキー・タイム」（"The Monkey Time"）はカーティス・メイフィールドが作詞作曲し、メイジャー・ランスが演奏した楽曲。1963年に全米R&Bチャートの2位、全米ポップチャートの8位に達し、カナダでもチャートの32位に到達した。この曲は、ジョニー・ペイトの編曲、カール・デイヴィスのプロデュースでランスの1963年のアルバム『The Monkey Time』に収録された。
この曲は、ビルボード誌の1963年のトップ100シングルの49位にランキングされた。

## その他のチャート入りしたバージョン
- ザ・チューブス（英語版）は1983年にこの曲のカバーをシングルとしてリリースし、全米ロックチャートの16位および全米ポップチャートの68位を獲得した[7]。この曲はバンドのアルバム『Outside Inside』に収録された。

## その他バージョン
- ザ・ミラクルズ（英語版） - 1963年のアルバム『The Miracles Doin' Mickey's Monkey』に収録[8]。
- ジョージィ・フェイム - 1964年のアルバム『フェイム・アット・ラスト』に収録[9]。
- ジーン・バージ（英語版） - 1965年のアルバム『Dance with Daddy "G"』に収録[10]。
- アーチー・ベル&ザ・ドレルズ - 1968年のアルバム『I Can't Stop Dancing』に収録
- The Mad Lads - 1969年のアルバム『The Mad, Mad, Mad, Mad, Mad Lads』に「Monkey Time '69」の曲名で収録[11]。
- ローラ・ニーロとラベル（英語版） - 1971年のアルバム『ゴナ・テイク・ア・ミラクル』に「ダンシング・イン・ザ・ストリート（英語版）」とのメドレーとして収録[12]。
- アル・クーパー - 1972年のアルバム『早すぎた自叙伝』に収録[13]。クーパーは同年にシングルとしてもリリースしたが、チャート入りには至らなかった。
- ジョニー・リバース（英語版） - 1977年のアルバム『Outside Help』に収録[14]。
- ジミー・バーンズ（英語版） - 1999年のアルバム『Night Time Again』に収録[15]。
- ジ・アクション (バンド)（英語版） - 2004年のコンピレーションアルバム『Uptight and Outasight』に収録[16]。
- ザ・ヴェルヴェレッツ（英語版） - 2004年のコンピレーションアルバム『The Velvelettes: The Motown Anthology』に収録[17]。